# Fatih Karagümrük SK
Maillots
Le Fatih Karagümrük Spor Kulübü est un club turc de football basé à Istanbul.
Le club évolue en première division pendant sept saisons, de 1959 à 1963 puis en 1983-1984 et enfin en 2020-2021.
Le 12 juin 2022, le club annonce qu'Andrea Pirlo devient entraîneur, en s'engageant pour une saison.

## Historique
- 1926 : fondation du club

## Parcours
- Championnat de Turquie : 1959-1963, 1983-1984, depuis 2020
- Championnat de Turquie D2 : 1963-1969, 1980-1983, 1984-1988, 1989-1992, 2004-2005, 2019-2020
- Championnat de Turquie D3 : 1969-1980, 1988-1989, 1992-1997, 2000-2001, 2002-2004, 2005-2008, 2009-2012, 2014-2019
- Championnat de Turquie D4 : 2001-2002, 2008-2009, 2012-2014